# Zemo Krichi
Zemo Krichi (gruz. ზემო კრიხი) – wieś w Gruzji, w regionie Racza-Leczchumi i Dolna Swanetia, w gminie Oni. W 2014 roku liczyła 30 mieszkańców.